# Хонконгска фондова борса
Хонконгската фондова борса (Hong Kong Stock Exchange), съкратено SEHK, известна също и като Фондова борса в Хонконг е фондова борса в Хонконг.
Към 30 ноември 2011 г. Хонконгската фондова борса има 1477 компании в списъка си с обща капитализация от 16,985 трилиона хонконгски долара. Часовете на търгуване са от 9:00 до 16:00 ч.
Основният индекс на борсата е Hang Seng Index, който представлява среднопретеглената стойност от стойностите на най-големите по пазарна капитализация акции на 34 акционерни компании на Хонконг, които съставят 65% от общата капитализация на фондовата борса на Хонконг
Собственик на борсата е компанията Hong Kong Exchanges and Clearing.

## Електронно търгуване
Борсата първоначално въвежда система за компютърно-асистирано търгуване на 2 април 1986. През 1993 борсата пуска „Автоматична система за сравняване на съответствията при заявките и изпълнение“ (АСС), която е заменена от трето поколение система (АСС/3) през октомври 2000.